# Serra Ferrera
La Serra Ferrera és una serra de la Baixa Ribagorça i del Sobrarb, als Prepirineus aragonesos d'Osca (Aragó), situada al sud del massís del Cotiella. S'estén des de la vall de l'Éssera fins a la vall del riu Cinca. La seua altitud d'uns 1.900 metres és prou constant en tot el seu recorregut, i culmina en la Penya Montanyesa, el seu extrem occidental. Al vessant occidental de roca sedimentària calcària, presenta una gran majestuositat pels penya-segats (Cingles), i arriba als 2.291 metres d'altitud.
Al sud de la serra està situat el poble i municipi La Foradada del Toscar, a la part aragonesa de l'antic comtat de Ribagorça, i també O Pueyo d'Araguás. A aquest terme del Sobrarb hi ha les ruïnes de l'antic monestir de Sant Victorià d'Assan, que va continuar el cenobi fundat al segle VI per sant Victorià d'Asan.
Al peu dels cingles de la Penya Montanyesa es troba el llogaret d'Oncins, a 1.073 metres d'altitud i també el camí d'Aïnsa a Bielsa, al terme de Laspuña, on es localitzen les restes d'un pont possiblement romà. Laspuña, situat a un petit promontori és el lloc ideal per emprendre l'excursió cap a la Penya. Existeixen les restes d'un castell i les restes de l'ermita de San Pelay, en Ceresa; i diverses ermites, la dedicada a la Font Santa; i l'ermita de San Andrés, d'estil romànic, d'una sola nau.

## Imatges

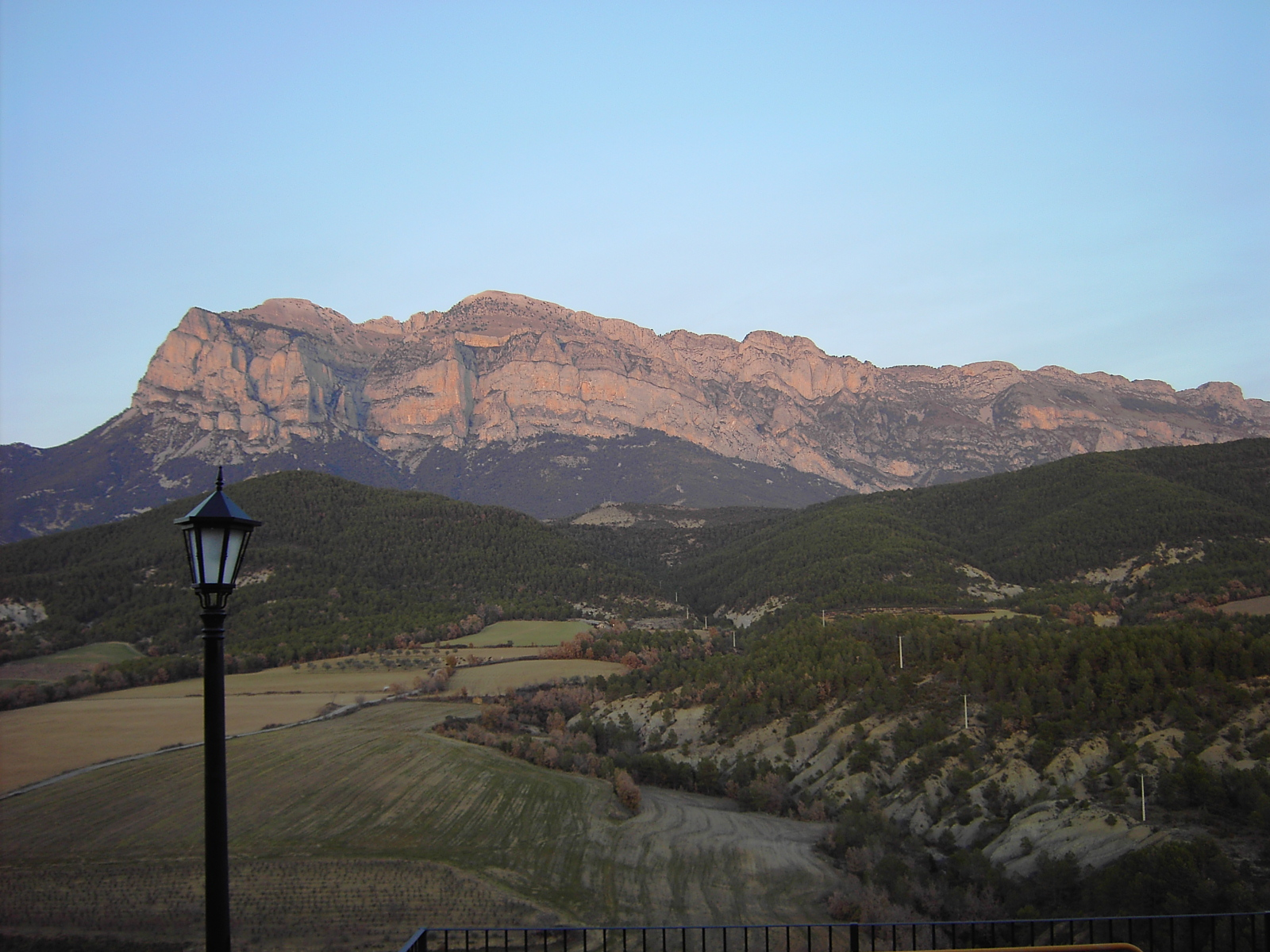
O Pueyo d'Araguás i Penya Montanyesa
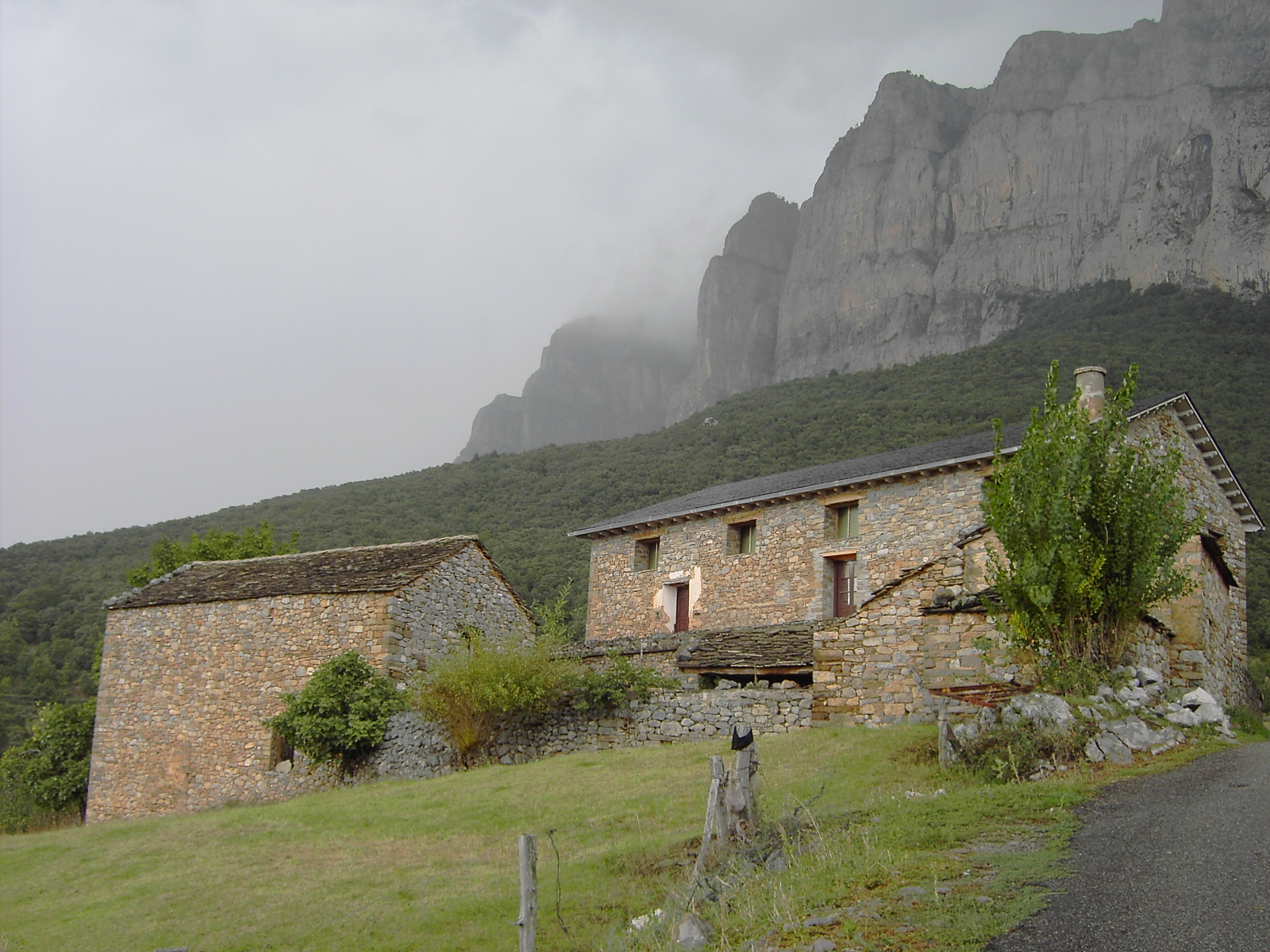
Oncins
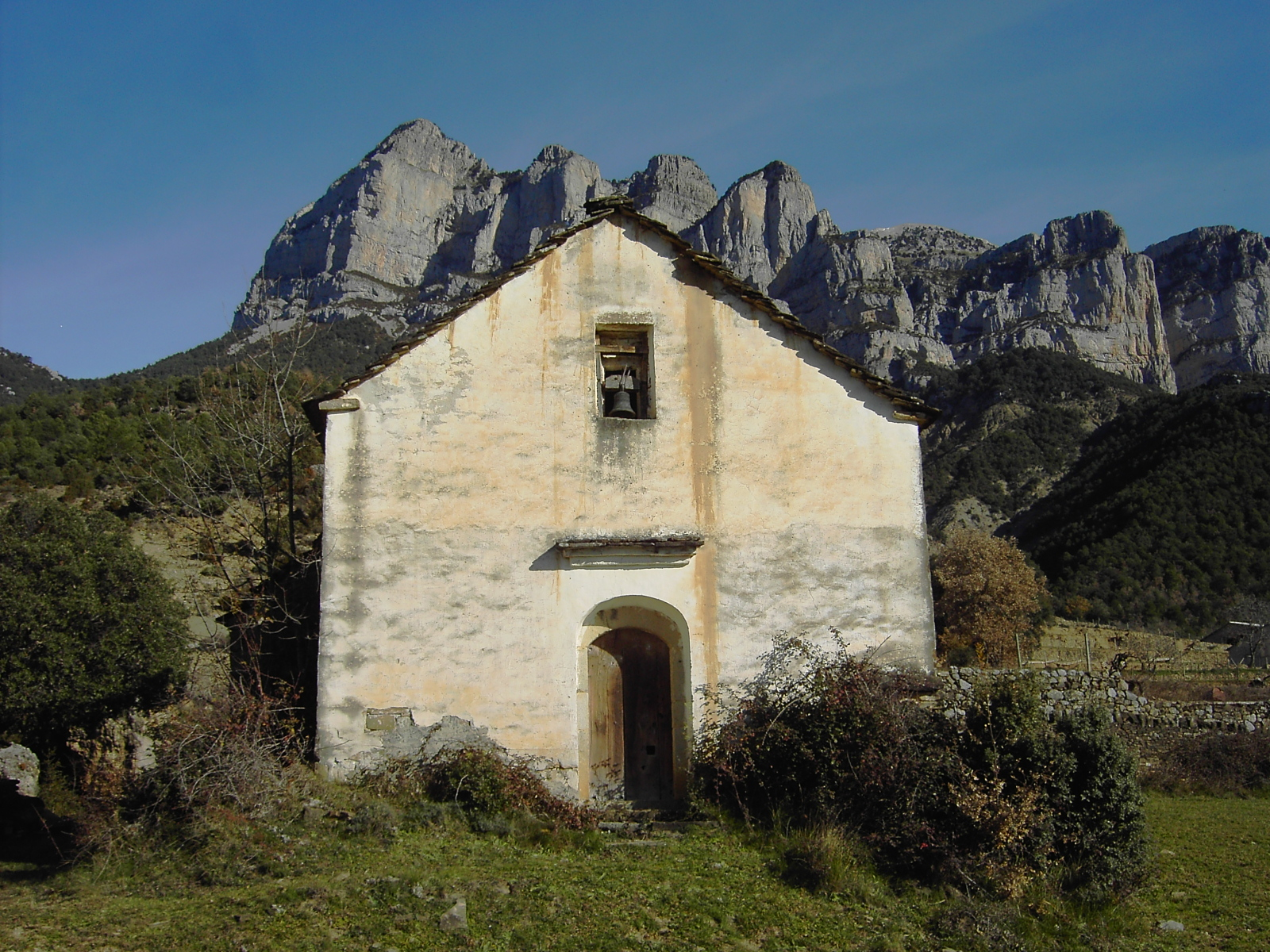
Sant Lorient